# Thomas Hofer (Politikberater)
Thomas Martin Hofer (* 24. September 1973 in Judenburg) ist ein österreichischer Politikberater, Autor und ehemaliger Innenpolitikredakteur des Nachrichtenmagazins profil.

## Laufbahn
Ab 1996 war Hofer freier Journalist für profil und Falter, von 1998 bis 2003 Innenpolitik-Redakteur des Nachrichtenmagazins profil, 2004 Politikberater bei Kovar & Köppl in Wien und ab 2006 Gesellschafter der public consult GmbH. Seit 2008 ist er geschäftsführender Gesellschafter der H & P Public Affairs GmbH. Er gehört der European Association of Political Consultants an und ist Fellow am deutschen Institut für Medien- und Kommunikationspolitik in Berlin.
Hofer studierte Kommunikationswissenschaft und Anglistik an der Universität Wien, wo er 2001 als Mag. phil. abschloss. 2004 erlangte er den Master of Arts in Political Management an der George Washington University. 2005 wurde er an der Universität Wien im Studienfach Kommunikationswissenschaften zum Dr. phil. promoviert. Er lehrt an der Universität Wien beim Studiengang Journalismus & Medienmanagement, „Public Communication, Postgraduate“.

## Sonstiges
Hofer ist Mitglied des Kuratoriums von SK Sturm Graz.

## Publikationen (Auswahl)
- Mit Barbara Tóth (Hrsg.): Wahl 2024. Krisen, Kickl, Kanzlerkiste. Goldegg Verlag GmbH, Wien 2024, ISBN 978-3-9906047-2-4.
- Mit Barbara Tóth (Hrsg.): Wahl 2019. Strategien, Schnitzel, Skandale. Ecowin, Salzburg 2019, ISBN 978-3-7110-0254-9.
- Mit Barbara Tóth (Hrsg.): Wahl 2017. Loser, Leaks & Leadership. ÄrzteVerlag, Wien 2017, ISBN 978-3-9503276-4-9.
- Dagegen sein ist nicht genug. Kremayr & Scheriau, Wien 2015, ISBN 978-3-218-00994-2.
- Mit Barbara Tóth (Hrsg.): Wahl 2013. Macht, Medien, Milliardäre – Analysen zur Nationalratswahl. 2. Auflage. LIT, Wien / Berlin / Münster 2014, ISBN 978-3-643-50549-1.
- Die Tricks der Politiker. Ueberreuter, Wien 2010, ISBN 978-3-8000-7448-8.
- Mit Barbara Tóth (Hrsg.): Wahl 2008. Strategien, Sieger, Sensationen. Molden, Wien/Graz/Klagenfurt 2008, ISBN 978-3-85485-235-3.
- Mit Norbert Rief: Obama. Der schwarze Visionär – Zeitenwende für die Weltpolitik? Molden, Wien/Graz/Klagenfurt 2008, ISBN 978-3-85485-231-5.
- Wie kommt man aus dem Journalismus wieder raus? In: Reinhard Christl, Silke Rudorfer (Hrsg.): Wie werde ich Journalist/in? Wege in den Traumberuf. LIT, Wien 2007, ISBN 978-3-7000-0687-9, S. 269–278.
- Mit Barbara Tóth (Hrsg.): Wahl 2006. Kanzler, Kampagnen, Kapriolen – Analysen zur Nationalratswahl. LIT Verlag, Wien / Berlin / Münster 2007, ISBN 978-3-8258-0147-2.
- Spin Doktoren in Österreich. Die Praxis amerikanischer Wahlkampfberater. Was sie können, wen sie beraten, wie sie arbeiten. 1. Auflage. LIT, Wien 2005, ISBN 3-8258-8645-X.
- Politikmanager nordamerikanischer Prägung als Kommunikatoren der modernen Politik. Eine Studie zur Transferierbarkeit nordamerikanischer Kampagnenstandards auf das politische System Österreichs und der Tätigkeit von US „spin doctors“ in der Alpenrepublik. Universität Wien, Dissertation, Wien 2005.
- Mit Johannes Wahala: Abgesetzt von Schönborn. Österreichs Kirchenkrise und der Fall Wahala. Ueberreuter, Wien 1999, ISBN 3-8000-3754-8.
- Gottes rechte Kirche. Katholische Fundamentalisten auf dem Vormarsch. Ueberreuter, Wien 1998, ISBN 3-8000-3675-4.